# Excepcionalismo estadounidense
El excepcionalismo estadounidense (en inglés: American exceptionalism) es la teoría que promueve que Estados Unidos es cualitativamente diferente a otras naciones por factores sociológicos, políticos o económicos, o que las reglas y tendencias de la historia universal que generalmente se aplican para explicar el devenir de otras naciones del mundo no pueden aplicarse en el caso de Estados Unidos.

## Argumentos a favor
Los defensores del excepcionalismo estadounidense argumentan que Estados Unidos es "excepcional" en el hecho de que -a diferencia de otras naciones del mundo- fue fundado en ideales republicanos, en lugar de sustentar su fundación en un patrimonio territorial, una etnia determinada, o una élite común. En el discurso de Gettysburg de 1863, el presidente estadounidense Abraham Lincoln expresó que «Estados Unidos es una nación concebida en la libertad, y dedicada a la proposición de que todos los hombres son creados iguales» y que la misión estadounidense es que el «gobierno del pueblo, por el pueblo, y para el pueblo no perezca de la faz de la tierra», afirmación fuera de lo común en una época (mediados del siglo XIX) donde la mayoría de países del mundo eran monarquías con instituciones fuertemente autoritarias, dictaduras, o simples monarquías absolutas, y donde los gobiernos basados en la democracia eran una rareza.
De hecho, los sostenedores de esta creencia alegan que ya el autor francés Alexis de Tocqueville había advertido esta especial situación hacia 1840, anotando que el origen republicano de los EE. UU. y la autonomía relativa de las Trece Colonias desde antes de su independencia política contrastaban notablemente con los ejemplos históricos de Europa, en tanto los estadounidenses nunca habían conocido el feudalismo ni el despotismo, y se habían rebelado muy tempranamente contra el derecho divino de los reyes, empezando su marcha como país autónomo de manera muy diferente a lo ocurrido resto del mundo. 
Más aún, los teóricos del "excepcionalismo" expresan que no solamente Tocqueville notó esta situación especial, sino que casi todos los comentaristas políticos europeos del siglo XIX, desde Karl Marx hasta Hilaire Belloc, destacaban que la evolución político-social estadounidense no tenía similitudes con la ocurrida en estados más antiguos de Europa ni de Asia: los EE. UU. nunca habían conocido la monarquía ni el despotismo, no habían soportado alguna dictadura, y no tenían escasez de materia prima dentro de su propio territorio. Además, a diferencia de los imperios que abarcaban diversos pueblos la variedad étnica de su población no causaba inestabilidad política en Estados Unidos, los estadounidenses basaban su identidad patria en la lealtad y adhesión hacia una ideología republicana antes que en una raíz étnica común, se habían habituado a la democracia y la equidad social en su vida diaria, y no alcanzaban el nivel de prejuicios clasistas tan frecuentes en la Europa o Asia del siglo XIX, aun admitiendo el fuerte racismo presente aún contra las minorías étnicas en EE. UU.
Ya en el siglo XX los Estados Unidos se habían tornado, tras el fin de la Primera Guerra Mundial, en la principal potencia industrializada del mundo, superando a países como Gran Bretaña o Alemania, pero en los EE. UU. contrariamente a lo ocurrido en Europa, las estructuras económicas del capitalismo no parecían desafiadas en sus bases por el socialismo ni el comunismo, lo cual abonó todavía más el criterio favorable al "excepcionalismo". 
De hecho el activista de izquierda Jay Lovestone, uno de los primeros líderes del Partido Comunista de los Estados Unidos teorizó sobre el "excepcionalismo" de su patria indicando que, por una serie de "especiales circunstancias" de la historia y la economía, el proletariado estadounidense se había acostumbrado a "convivir" con el capitalismo y no mostraba interés en derrocarlo violentamente -a diferencia de lo ocurrido en la Revolución rusa de 1917- anotando que esta situación "excepcional" explicaba la muy visible debilidad política de las diversas tendencias del marxismo en EE. UU. a diferencia de lo ocurrido en Europa. Tal paradigma fue muy criticado en la URSS de Stalin, quien tachó de herejía el supuesto "excepcionalismo estadounidense" en tanto la Comintern rehusaba considerar que el paradigma de la revolución rusa no pudiera aplicarse en un país tan industrializado como Estados Unidos.

## En la actualidad
Empezada la Guerra Fría, los sectores más conservadores de la política estadounidense explican ideas y posiciones propias de acuerdo a la teoría del "excepcionalismo", alegando que los EE. UU. no pueden -y de hecho tampoco deberían- aplicar las ideas político-económicas generadas en otros países del orbe debido al "carácter excepcional" de la sociedad estadounidense, cuya "evolución histórica" no puede compararse realmente con lo ocurrido en otros países del mundo, ya sea Europa, Asia, África u otros países de América, sosteniendo que los EE. UU. nunca han conocido las guerras religiosas ni han experimentado regímenes despóticos o absolutistas como los países asiáticos, y que su sistema político permitió una democracia ininterrumpida desde su creación en contraste con la violencia política partidista existente en los países africanos o latinoamericanos. 
De hecho, decisiones políticas del gobierno federal estadounidense han sido varias veces explicadas por el "excepcionalismo" como una "justificación" para asumir vías o criterios diferentes a los del resto del mundo en cuestiones de política exterior o interior, sirviendo como excusa para que el Sistema bipartidista de Estados Unidos rechace la aplicación plena de políticas de creación europea como el Estado del bienestar o la Seguridad social, al tacharlas de "inviables" para el contexto estadounidense de acuerdo con el "excepcionalismo".